# ARJ
ARJ é uma ferramenta para a criação de arquivos compactados. Foi inventada por Robert K. Jung. Sua sigla provavelmente significa algo como Archiver Robert Jung. Atualmente não mais utilizada em larga escala.
O ARJ era um das duas  principais formas de compactar arquivos durante o início e até meados da década de 1990. A outra era o PKZIP. A compressão do ARJ é relativamente melhor que a do PKZIP 1.02, mas o ARJ é consideravelmente mais lento que o PKZIP.
A compressão do arquivo ARJ é similar ao do ZIP. Este formato era usado no passado por comunidades BBS para compartilhar arquivos, pois o mesmo possuía a habilidade de poder repartir um arquivo grande em vários arquivos menores compactados. Este formato também permitia ao usuário alterar as configurações do nível de compressão para tirar vantagem da compressão baseada em modem (referindo-se aos quais eram usados na época). Desde estes dias, o ARJ perdeu muito mercado para o RAR e outros formatos. A ausência de uma interface gráfica também contribuiu para seu desaparecimento do mundo "desktop".
Devido à sua muito bem projetada capacidade de compactar arquivos em múltiplos volumes, algumas pessoas ainda utilizam o ARJ para fazer backups de discos rígidos em discos flexíveis. Uma outra vantagem inexistente em outros formatos que parece estar faltando em outras ferramentas do tipo é a de poder adicionar, deletar e ou modificar arquivos comprimidos em múltiplos volumes.